# Solhverv (sang)
Solhverv (2015) er en sang skrevet af Margrethe Vestager med melodi af hendes bror, Jacob Vestager Tybjerg. Sangen er oprindelig skrevet i anledning af deres forældres bryllupsdag og er optaget i Højskolesangbogen.